# Democracia absoluta
Democracia Absoluta é uma forma hipotética de governo onde o poder é exercido diretamente pelos cidadãos, sem quaisquer limitações ou controles.
A tal não deve ser confundida com a democracia semidireta tal como se encontra no sistema político suíço (um modelo que combina elementos de democracia representativa e direta. Onde os cidadãos elegem representantes, mas possuem mecanismos robustos de participação direta através de referendos e iniciativas populares, esses mecanismos permitem que os cidadãos revisem leis e proponham novas, garantindo uma forte participação popular. Diferentemente da democracia absoluta, onde o poder é exercido diretamente pelos cidadãos sem limitações ou proteções para minorias,  a democracia semidireta suíça equilibra a participação direta com a representatividade).
A democracia absoluta apresenta o risco de que os interesses de uma maioria simples sejam priorizados, isso ocorre porque uma maioria de 50% pode impor decisões sem considerar os direitos e necessidades das minorias. Embora a democracia em geral se esforce para deixar o povo contente, a democracia absoluta carece de requisitos de maioria qualificada podendo levar a decisões precipitadas, sem uma consideração cuidadosa e deliberativa; possivelmente levando a minoria para a marginalização.
Como Francis Devine demonstra em "Absolute Democracy or Indefeasible Right: Hobbes Versus Locke",  estava presente uma discordância na política americana entre a democracia absoluta e o liberalismo. Devine explica o liberalismo como "a insistência de que certas liberdades humanas básicas são invioláveis".
A democracia absoluta carece de proteções normalmente observadas em sistemas democráticos modernos. Por exemplo, em uma democracia absoluta não há exigência de uma maioria qualificada para votar em quaisquer assunto (ou seja, qualquer assunto pode ser decidido com uma maioria simples dos votos, ou seja, mais de 50% dos votos). Na visão da democracia absoluta, a exigência de uma maioria qualificada seria um limite à democracia, desta forma, a mesma é reconhecidas pela ausência de tais limites. Como resultado, políticas e leis podem ser rapidamente alteradas ou revogadas, criando um ambiente de incerteza e instabilidade, porque tudo está sob escrutínio dos eleitores e pode ser anulado por maioria simples de votos.